# Laurence Vivier
Pour les articles homonymes, voir Vivier (homonymie).
Laurence Vivier (née le 21 novembre 1967 à Grenoble) est une athlète française, spécialiste du cross-country et de courses de demi-fond.

## Palmarès
- 13 sélections en Équipe de France A
- Elle est championne de France en salle 1992, 1993 et 1994 sur 3 000 mètres,
- Médaillée de bronze aux Jeux de la Francophonie 1994 sur 1 500 mètres,
- Médaillée de bronze par équipes aux Championnats d'Europe de cross-country 1995 à Alnwick,
- Championne d'Europe par équipes de cross-country en 1996 à Charleroi.